# Разделение (телесериал)
Разделение (англ. The Divide) — американский драматический телесериал, созданный Ричардом Лагравенезе и Тони Голдуином, премьера которого состоялась на канале WE tv в июле 2014 года. В центре сюжета находится социальный работник Кристин Роуз (Марин Айрлэнд) и окружной прокурор Адам Пейдж (Дэймон Гаптон), которые сталкиваются взглядами на правовую систему.
The Divide изначально был разработан для AMC в 2012 году, однако позже переехал на сестринский WE tv, становясь тем самым первым в истории кабельного канала оригинальным сериалом. После переезда на канал другого типа сценарий претерпел значительные изменения в пользу более женски ориентированной драмы, а Ниа Лонг заменила Онжаню Эллис в роли жены прокурора и партнера в юридической фирме.
30 октября 2014 года канал закрыл сериал после одного короткого сезона.